# Kreis Wimpfen

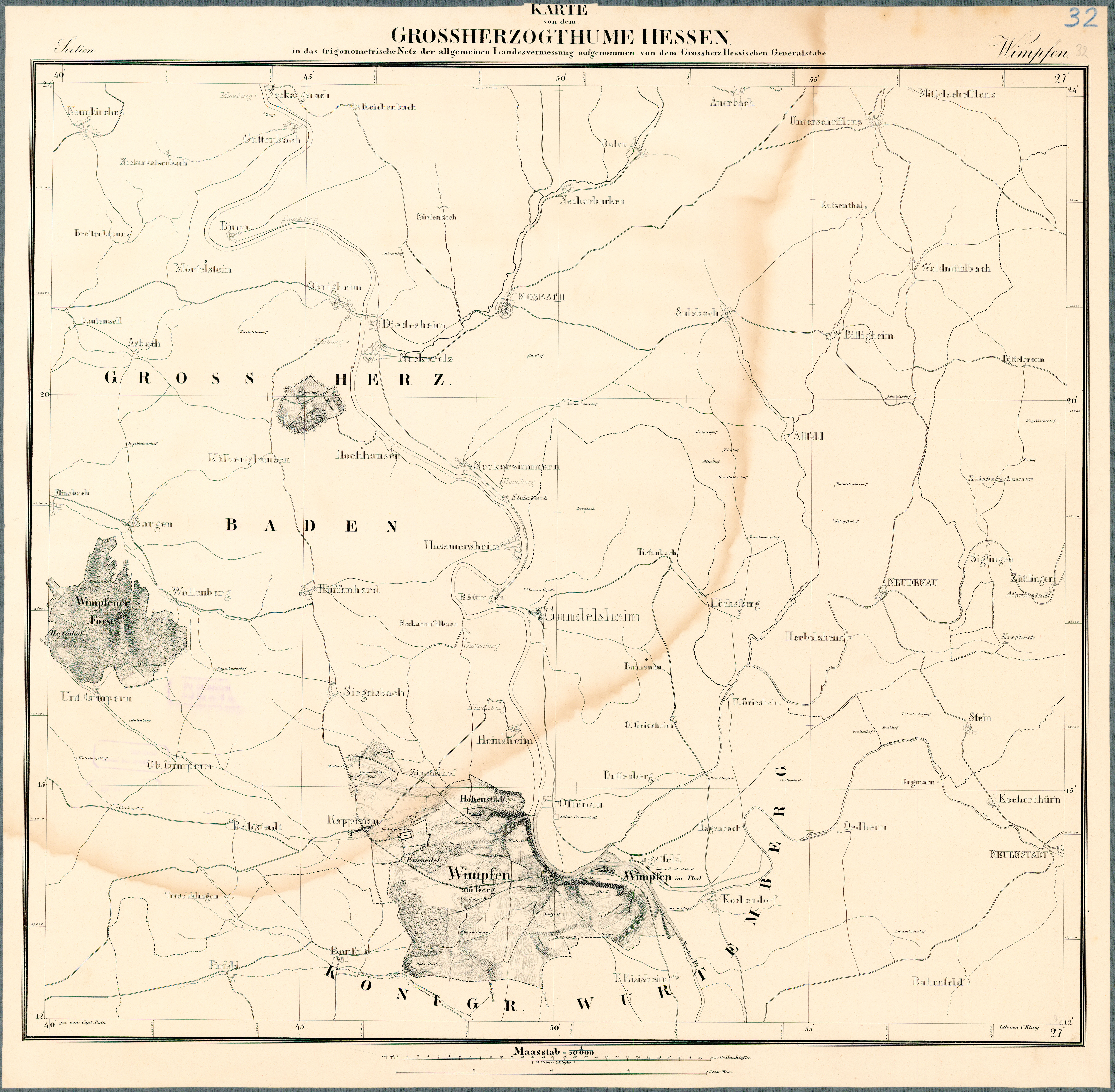
Lageplan der hessischen Exklaven Wimpfen, Helmhof, Finkenhof und Zimmerhöferfeld

Der Kreis Wimpfen war ein Kreis im Großherzogtum Hessen.

## Geographie
Der Kreis Wimpfen lag in der Provinz Starkenburg des Großherzogtums. Der hinsichtlich Fläche und Bevölkerung ungewöhnlich kleine Kreis bestand aus mehreren hessischen Exklaven südlich des zentralen Staatsgebietes, die vom Großherzogtum Baden umschlossen waren. Kreisstadt war Wimpfen. Das ehemalige Kreisgebiet gehört heute zu Baden-Württemberg.

## Geschichte

### Vorgeschichte
Seit 1821 war die Verwaltung dieser Exklaven im Landratsbezirk Wimpfen organisiert. 1832 kam es zu einer Gebietsreform, bei der jeweils mehrere Landratsbezirke zu einem Kreis zusammengefasst wurden. Wimpfen wurde dabei dem Kreis Lindenfels zugeordnet. Wegen seiner randlichen Lage ordnete die Regierung aber gleichzeitig an, dass Wimpfen „zunächst“ separat weiter verwaltet werden sollte: Der „Landrat“ erhielt den Titel „Kreisrat“ und der Bezirk blieb faktisch selbständig. Dieses Konstrukt ging in der Märzrevolution 1848 unter, als flächendeckend im Großherzogtum einzig Regierungsbezirke als mittlere Ebene zwischen der Staatsregierung und den Gemeinden eingerichtet wurden.

### Gründung
Als Produkt der Märzrevolution wurde diese Gebietsreform nach dem Sieg der restaurativen Kräfte in der Reaktionsära 1852 wieder rückgängig gemacht. Hinsichtlich Wimpfen wurde dabei die Konsequenz aus der „halben“ Kreisreform von 1832 gezogen und ein selbständiger „Kreis Wimpfen“ gebildet.

### Auflösung
Am 1. Juli 1874 wurde der Kreis Wimpfen aufgelöst und dem Kreis Heppenheim eingegliedert. Letzter Kreisrat war Friedrich Daniel Carl Fuhr.

## Gliederung
1852 hatte der Kreis Wimpfen 4046 Einwohner. Er bestand aus fünf separaten hessische Exklaven:
- der heutigen Stadt Bad Wimpfen mit den beiden Teilstädten Wimpfen am Berg und Wimpfen im Tal, dem Dorf Hohenstadt und dem Wohnplatz Fleckinger Mühle,
- dem Dorf Helmhof mit dem Wimpfener Forst, heute Teil von Neckarbischofsheim,
- dem Gehöft Finkenhof, heute Teil von Haßmersheim,
- dem unbewohnten Zimmerhöferfeld, heute Teil von Bad Rappenau und
- dem hessischen Anteil am hessisch-badischen Kondominat Kürnbach, heute eine Gemeinde im Landkreis Karlsruhe.

## Kreisräte
Als Kreisräte amtierten:
- 1832–1836 Friedrich Hallwachs
- 1836–1848 Ferdinand von Stein

Von 1848 bis 1852 bestanden keine Kreise im Großherzogtum Hessen. Deren Aufgaben nahmen größere Regierungsbezirke wahr, für den Bereich des Landratsbezirks Wimpfen wurde der Regierungsbezirk Erbach zuständig.
- 1852–1870 Friedrich Gustav Spamer
- 1870–1874 Friedrich Daniel Carl Fuhr